# Johann Spitzer (Diplomat)
Johann Spitzer (* 1959) ist ein österreichischer Diplomat, ehemaliger Botschafter in Litauen.

## Werdegang
Johann Spitzer studierte Rechtswissenschaften in Salzburg, mit anschließenden Diplomstudien an der Diplomatischen Akademie Wien und am Europa-Kolleg in Brügge.
Seine diplomatische Laufbahn begann 1987–1990 in Budapest (Ungarn) während der Umwälzungen, die zum Fall des Eisernen Vorhangs führten. Es folgte bis 1993 eine Auslandsverwendung in Kopenhagen (Dänemark). Nach zwei Jahren Dienst im Außenministerium in Wien, wo Spitzer mit Fragen der europäischen Integration befasst war, folgte wieder Außendienst, 1995–1999 in Stockholm (Schweden) und dann bis 2005 als Rat für Rechtsangelegenheiten bei der Donaukommission in Budapest. Anschließend war er im Außenministerium in Wien mit Fragen der EU-Beziehungen zu den westlichen Balkanländern befasst. 2009–2013 war Spitzer als stellvertretender Leiter (Erstzugeteilter) an der Ständigen Vertretung Österreichs beim Büro der Vereinten Nationen in Genf (Schweiz).
Im August 2013 wurde Johann Spitzer zum Botschafter der Republik Österreich in der Republik Litauen mit Sitz in Vilnius  berufen. Dort war er bis Dezember 2016 tätig.

## Privatleben
Spitzer ist verpartnert. In einer sozialversicherungsrechtlichen Angelegenheit erhob er Beschwerde wegen Diskriminierung beim Europäischen Gerichtshof für Menschenrechte, der ihm 2010 Recht gab und 25.000 Euro Kosten- und Schadensersatz zuerkannte.

## Auszeichnungen
- dänischer Dannebrogorden[1]
- schwedischer Nordsternorden[1]